# 普馬拉
普馬拉（芬蘭語：Puumala）是芬蘭東南部南薩沃區的市鎮。始建於1868年，面積1,237.7平方公里，2013年人口2,416，人口密度為每平方公里3.04人。

## 图集

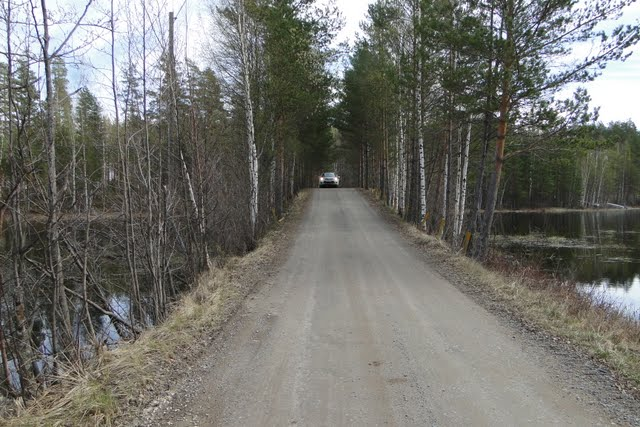
普马拉
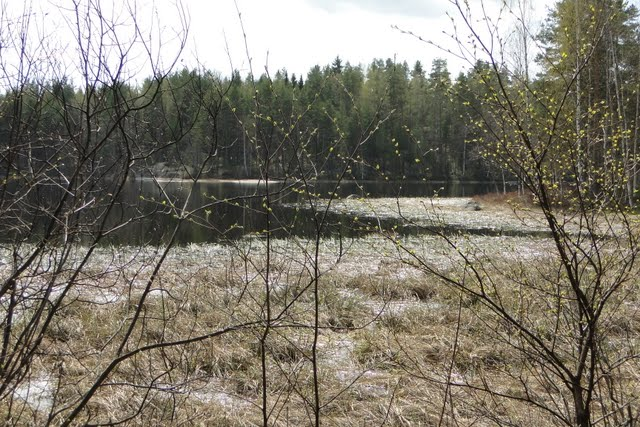
普马拉
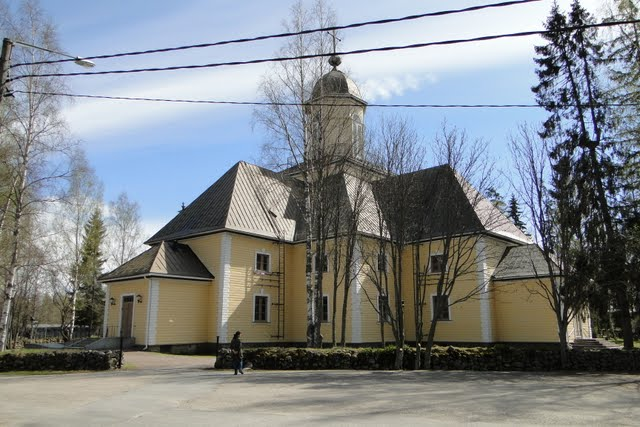
普马拉教堂
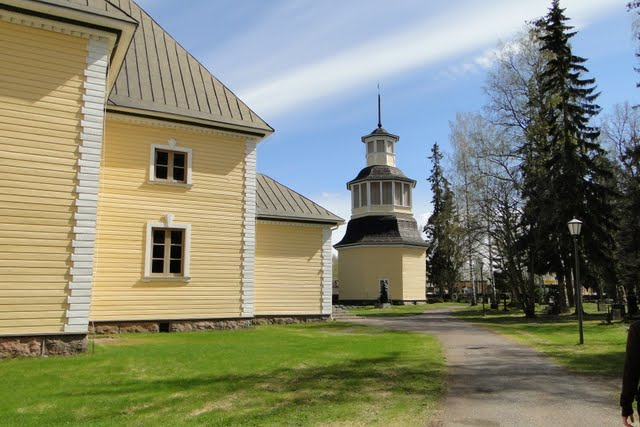
普马拉教堂钟楼

## 外部連結
- 官方网站  （文） （英文） （俄文）